# Synallaxis tithys
Synallaxis tithys là một loài chim trong họ Furnariidae.
Loài này được tìm thấy ở Ecuador và Peru. Môi trường sống tự nhiên của loài này là rừng khô nhiệt đới hoặc cận nhiệt đới, rừng ẩm thấp nhiệt đới hoặc cận nhiệt đới và đồng cỏ. Chúng bị đe dọa do mất môi trường sống.